# Charles Lucas (musicien)
Pour les articles homonymes, voir Charles Lucas et Lucas.
Charles Lucas (28 juillet 1808 – 23 mars 1869) est un violoncelliste, chef d'orchestre, compositeur, éditeur anglais et de 1859 à 1866, troisième principal de la Royal Academy of Music.

## Biographie
Lucas naît à Salisbury où il reçoit sa première formation musicale en tant que choriste à la cathédrale. Il fréquente ensuite la Royal Academy of Music nouvellement créée à Londres où il étudie auprès du célèbre violoncelliste Robert Lindley. En 1830, il est nommé compositeur et violoncelliste de la reine Adelaide puis organiste de la chapelle Saint-Georges du château de Windsor. En 1832, il est nommé chef d'orchestre de la Royal Academy of Music et en 1859 succède à Cipriani Potter comme principal. Il succède à son professeur Lindley comme premier violoncelliste de l'Italian Opera.
William Sterndale Bennett, duquel il est très proche au sein de la Royal Philharmonic Society, lui succède dans la fonction de principal de l'Academy.
Zoe, troisième fille de Lucas, épouse l'écrivain Walter Hawken Tregellas (en). Lucas meurt dans le quartier de Battersea à Londres.

## Sources
- New General Catalog of Old Books and Authors
- Sadie, S. (ed.) (1980) The New Grove Dictionary of Music & Musicians, [vol. # 11].